# Vanderbeekia
Vanderbeekia es un género de foraminífero bentónico de la subfamilia Clypeorbinae, de la familia Lepidorbitoididae, de la superfamilia Orbitoidoidea, del suborden Rotaliina y del orden Rotaliida. Su especie tipo es Vanderbeekia trochoidea. Su rango cronoestratigráfico abarca el Maastrichtiense (Cretácico superior).

## Clasificación
Vanderbeekia incluye a las siguientes especies:
- Vanderbeekia catalana †
- Vanderbeekia trochoidea †